# 元木聖也
元木 聖也（もとき せいや、1993年10月6日 - ）は、日本の俳優、タレント、YouTuber。東京都出身。キューブ所属。旧芸名は聖也（せいや）。

## 略歴
2009年、舞台『新宿駅～恋のカーニバル』でデビュー。その後、2011年にミュージカル『ミュージカル・テニスの王子様』に出演し、若い女性を中心に人気を集める。
2012年8月、自身のTwitterを開設。
2013年4月から2018年3月まで5年間、『おかあさんといっしょ』の派生番組である『おとうさんといっしょ』に機関車運転士のせいやくんとして出演。同番組において、たいそうのおにいさんならびにうたのおにいさんの役割を果たした。
2015年12月12日、これまでの芸名「聖也」から、現在の「元木聖也」に改名。
2016年には中華人民共和国6都市で開催された『ライブ・スペクタクル『NARUTO-ナルト-』ワールドツアー』で主人公・うずまきナルト役を演じ、アジアでも注目を集めた。
『ライブ・スペクタクル『NARUTO-ナルト-』ワールドツアー』
への出演決定をきっかけに、自身の公式weiboを開設した。
2016年5月12日、自身のInstagramを開設。
2017年には『人は見た目が100パーセント』に戸川亮介役として、連続ドラマに初のレギュラー出演。
2018年には、日本テレビ系列情報バラエティ番組『PON!』の水曜日担当のお天気お兄さんとしてレギュラー出演。さらに、スーパー戦隊シリーズ『快盗戦隊ルパンレンジャーVS警察戦隊パトレンジャー』に追加戦士、高尾ノエル / ルパンエックス / パトレンエックス役で出演。
2019年8月、YouTubeにてチャンネル「こんにちせいや」を開設｡
2021年2月21日、Twitterにてレプロエンタテインメントとのマネジメント契約期間満了を発表し、同年3月1日よりキューブに移籍。

## 人物
- 趣味はDVD鑑賞、音楽鑑賞、インディーズバンド探し[1]。
- 特技はアクロバット（トリッキング、FreeRunning、パルクール、XMA）、水泳[1]。
- ミュージカル『テニスの王子様』で共演した池岡亮介とは高校の同級生でもあり、特に仲が良い[9]。池岡の他に、俳優の竹内涼真や吉沢亮、シンガーソングライターの岸洋佑、パルクールパフォーマーのZENやSnow Manの岩本照も高校の同級生である。
- 尊敬する俳優に市原隼人を挙げており、市原が出演したドラマ『WATER BOYS2』を見て俳優を目指したと語っている。
- 子供の頃は転校が多く、途中から入って馴染むことが早かった[10]。そのため、追加戦士として出演した『ルパンレンジャーVSパトレンジャー』においても、メインキャスト6名とすぐに打ち解けたという[10]。
- 『ルパンレンジャーVSパトレンジャー』では、元木の得意とするアクロバットがノエルのアクションにも取り入れられている[10][11]。第43話では本格的なパルクールを行っており、元木もロケハンに参加している[10][12]。
- 字を書くのが苦手であり、自身が書いた字が自分で読めないほどである。一日警察署長を務めたイベントでは、警察署の職員からサインを求められたが「警察署」という字が分からず、「すいません、（スマホで）見ます」と答えた。
- 自身のinstagramのアカウント名は「seiya_acf」となっており、この名前の由来について元木は「パルクールを始めたのが16歳、高校生の時で、今世界的に活躍してるZENや898（読み方：やくわ）と、あともう一人とでチームを結成した。その中で名前を何にするかを話し合う中で、最初は「Air」にしたいと話していて、その頃、チームとしてYouTubeに投稿しようと計画しており、『「Air」だけでは検索した際に簡単には検索結果に出ない』という話になり、「じゃあ俺たちは、都会で動く、動くって『Flow』って意味だから【Air City Flow】にしよう』という結論に達した。また、現在はあまり活動はしていないが、何かに残しておきたいと思い、アカウント名が「Air City Flow」の頭文字を取った「seiya_acf」になったと、当時「おとうさんといっしょ」でうたのおねえさんとして活動していた安藤奈保子（現：安藤なおこ）とのインスタライブで明かした。
- 普通自動車免許を所有している。

## 出演
※太字は主演作品

### 映画
- 麒麟の翼 〜劇場版・新参者〜（2012年1月28日公開、東宝） - 黒沢翔太 役
- 青鬼（2014年7月5日公開、AMGエンタテインメント） - ヒロシ 役
- 「おんなのこきらい」スピンオフ作品「あのこの話をすこしだけ」（2016年8月公開） - 亮太 役
- スーパー戦隊シリーズ - 高尾ノエル / ルパンエックス / パトレンエックス 役
  - 快盗戦隊ルパンレンジャーVS警察戦隊パトレンジャー en film（2018年8月4日公開、東映）
  - 劇場版 騎士竜戦隊リュウソウジャーVSルパンレンジャーVSパトレンジャー（2020年2月8日公開、東映）[13]
- GOZEN-純恋の剣-（2019年7月5日公開、東映） - 流狂四郎 役

### テレビドラマ
- 好好!キョンシーガール〜東京電視台戦記〜 第4話（2012年11月2日、テレビ東京） - 小笠原 役
- さんすう刑事ゼロ 第8回（2013年8月19日、NHK Eテレ） - 速水健 役
- 東京特許許可局 第4話（2014年5月5日、NHK Eテレ） - 陣内和彦 役
- Eテレジャッジ「別れの達人」（2015年6月、NHK Eテレ） - 健人 役
- 青春探偵ハルヤ〜大人の悪を許さない!〜 第2話（2015年10月22日、読売テレビ） - 高城晃二 役
- 世界一難しい恋 第4話（2016年5月4日、日本テレビ）
- 人は見た目が100パーセント（2017年4月13日 - 6月15日、フジテレビ） - 戸川亮介 役
- 快盗戦隊ルパンレンジャーVS警察戦隊パトレンジャー（2018年6月24日 - 2019年2月10日、テレビ朝日） - 高尾ノエル / ルパンエックス / パトレンエックス 役[7]
- 特捜9 Season4 第9話「空飛ぶ容疑者」（2021年6月2日、テレビ朝日） - 福井翔 役
- 科捜研の女 season21 第6話「マリコVS鑑定王子」（2021年11月25日、テレビ朝日） - 一条礼司 役
- インビジブル 第4話（2022年5月6日、TBS） - モンキーズ 役

### テレビアニメ
- 龍の歯医者（2017年2月25日、NHK BSプレミアム）

### 舞台
- 新宿駅〜恋のカーニバル〜（2009年3月）
- ミュージカル『テニスの王子様』2ndシーズン - 千石清純 役
  - 青学vs聖ルドルフ・山吹（2011年4月8日 - 5月15日、JCBホール 他）
  - 青学vs氷帝（2011年7月15日 - 9月24日、JCBホール 他）
  - Dream Live 2011（2011年11月5日 - 13日、神戸ワールド記念ホール 他）
  - 春の大運動会 2012（2012年5月13日、有明コロシアム）
  - コンサート SEIGAKU Farewell Party（2012年10月11日 - 10月14日、TOKYO DOME CITY HALL） - ゲスト出演（本人として出演）
  - 春の大運動会 2014（2014年4月26日、横浜アリーナ）
- 新撰組異聞 PEACE MAKER再炎（2012年4月15日 - 22日、シアターGロッソ） - 市村鉄之助 役
- 神様の観覧車（2012年6月6日 - 17日、青山円形劇場） - スノーマン 役
- 舞台 BASARA - ハヤト 役
  - 第1章（2012年12月12日 - 16日、全労済ホール スペース・ゼロ）
  - 第2章（2014年1月9日 - 14日、シアター1010）
- 魔劇 今日から(マ)王！ - 渋谷有利 役
  - -魔王誕生編-（2013年4月25日 - 5月6日、博品館劇場）
  - -魔王再降臨-（2015年10月1日 - 10月12日、全労済ホール スペース・ゼロ）
- タンブリング vol.4（2013年8月1日 - 9月1日、赤坂ACTシアター 他） - 土門健介 役
- 30-DELUX The Remake Theater デスティニー（2013年10月19日 - 11月17日、赤坂ACTシアター 他） - ナルキス 役
- 朗読劇 しっぽのなかまたち3（2013年11月21日・22日・27日、天王洲銀河劇場）
  - 犬の卒業 - レオン 役
  - 八月の冒険 - サスケ 役
- 江戸のえじそん（2014年7月11日 - 21日、あうるすぽっと） - 耳丸 役
- 結婚の偏差値II DEAD OR ALIVE（2014年9月10日 - 23日、新宿村LIVE） - タケル 役
- コミックジャック（2014年11月13日 - 24日、サンシャイン劇場） - ジン 役
- 或る、致し方ない罪に対する やるせない復讐のはじまり（2015年4月2日 - 6日、シアタートラム） - 1番 役
- 新版 義経千本桜（2015年7月6日 - 31日、サンシャイン劇場 他） - いがみの権太 役
- 不機嫌なモノノケ庵（2016年9月6日 - 11日、赤坂 RED THEATER） - 芦屋花繪 / 安倍晴齋 役 ※役替わり [14]
- ライブ・スペクタクル『NARUTO-ナルト-』ワールドツアー（2016年11月4日 - 12月18日、杭州大劇院 他） - うずまきナルト 役
- 超体感ステージ「キャプテン翼」（2017年8月18日 - 9月3日、Zeppブルーシアター六本木） - 大空翼 役
- 山田邦子芸能生活40周年記念公演「山田邦子の門」（2019年5月22日 - 6月6日、 紀伊國屋サザンシアター 他） - 叶 役
- THE BANK ROBBERY!〜ダイヤモンド強奪大作戦～（2019年8月2日 - 17日、新国立劇場 中劇場 他） - ミッチ・ラスチッティ 役
- GOZEN-狂乱の剣-（2019年9月12日 - 29日、サンシャイン劇場 他） - 流狂四郎 役
- 泣くロミオと怒るジュリエット（2020年2月8日 - 3月15日、シアターコクーン 他） - マキューシオ 役
- タンブリング2020（2020年4月19日 - 5月10日、赤坂ACTシアター 他） - 古賀大輔 役中止
- オンライン演劇「ベラボウの夢」『タイクツ王子の暇つぶし』（2020年11月15日配信、動画共有サイトVimeo） - 主演
- タンブリング（2021年6月11日 - 13日、COOL JAPAN PARK OSAKA WWホール / 6月17日 - 24日、TBS赤坂ACTシアター） - 古賀大輔 役[15]
- SLAPSTICKS（2021年12月25日 - 26日、シアター1010 / 2022年2月3日 - 17日、シアタークリエ 他） - デニー役
- 夏の夜の夢（2022年9月6日 - 28日、日生劇場） - ディミートリアス 役[16]
- 舞台「キングダム」（2023年2月5日 - 27日、帝国劇場 / ほか梅田芸術劇場、博多座、hitaru） - バジオウ 役[17]
- ワールドトリガー the Stage B級ランク戦開始編（2023年8月5日 - 6日、シアター1010 / 8月10日 - 13日、サンケイホールブリーゼ / 8月18日 - 27日、天王洲銀河劇場）- 村上 鋼 役[18]
  - ワールドトリガー the Stage ガロプラ迎撃編（2024年10月25日 - 11月4日、シアターH / 11月9日・10日、キャナルシティ劇場 / 11月15日 - 17日、COOL JAPAN PARK OSAKA WWホール / 11月22日 - 24日、天王洲 銀河劇場）[19]
  - ワールドトリガー the Stage B級ランク戦最終決戦編（2025年4月12日 - 20日、日本青年館ホール / 4月24日 - 27日、COOL JAPAN PARK OSAKA WWホール / 5月2日 - 11日、シアターH） - 外岡一斗 役（兼ね役）[20]
- 舞台「千と千尋の神隠しSpirited Away」（2024年3月11日 - 30日、帝国劇場 / 4月7日 - 20日、御園座 / 4月27日 - 5月19日、博多座 / 4月30日 - 8月24日、ロンドン・コロシアム / 5月27日 - 6月7日、梅田芸術劇場 / 6月15日 - 20日、hitaru / 2025年7月14日 - 8月17日、上海文化広場）　 - 青蛙 役[21][22][23]
- 舞台「弱虫ペダル」Over the sweat and tears（2024年8月31日 - 9月8日、シアターH） - 待宮栄吉 役[24]

### バラエティ
レギュラー出演
- おとうさんといっしょ（2013年4月7日 - 2018年4月1日、NHK BSプレミアム） - せいやくん
- あいつの ホンネ〜女は知らない男のキモチ〜（2018年1月9日 - 6月26日、フジテレビ） - レギュラー
- PON!（2018年4月4日 - 9月26日、日本テレビ） - お天気お兄さん（水曜日担当）[25]
- 筋肉といっしょ～脱げるカラダへ 美マッスル!!～ （2021年4月2日 - 、日テレプラス） - レギュラー[26]

その他の出演
- 究極の男は誰だ!?最強スポーツ男子頂上決戦（2012年 - 2014年、TBS）
- 痛快TV スカッとジャパン「ムカつく合コン女王」（2015年10月12日、 フジテレビ）
- 爆報! THE フライデー 「事故物件特別編 コワイ隣人&レイワ怪談SP」恐怖のリモートワーク（2020年9月25日） - 松下 役

### コンサート
2013年
- みんないっしょに!空までとどけ!みんなの想い!（映像出演）

2014年
- 魔女がおじゃましま～ジョ!
- おとうさんといっしょ ふれあいステージ
- みんないっしょに!げんきいっぱい!ゴー!ゴー!ゴー!
- おとうさんといっしょ 鉄博!レオてつコンサート（2014年7月15日、鉄道博物館）

2015年
- 春のプリンセスとおさむい将軍
- みんないっしょに！歌って遊んで 夢のだいぼうけん！
- おとうさんといっしょ レオてつクリスマスコンサート

2016年
- 真冬の大運動会
- おとうさんといっしょ 北海道新幹線スペシャル
- 星で会いましょう!〜出会えばみんなおともだち〜
- おとうさんといっしょ 鉄道スペシャル～ようこそ京都鉄道博物館～

2017年
- センターを取るのは、だれだ!?
- ようこそ、真夏のパーティーへ（映像出演）
- おとうさんといっしょ 出張レオてつコンサート
- おとうさんといっしょ 出張レオてつコンサート（2018年11月18日、NHK松山放送局）

2018年
- いざ勝負!紅白かくし芸対決
- おとうさんといっしょ 出張レオてつコンサート（2018年3月11日、太子町あすかホール）
- おとうさんといっしょ 出張レオてつコンサート（2018年5月26日、綾瀬市オーエンス会館） - ゲスト出演

### イベント
- J.HIGHカフェ（2013年 - 2015年、不定期開催）
- 中村蒼・聖也・稲葉友ファンイベント～僕のすべて出しちゃいます～（2013年2月10日、渋谷Mt.RAINIER HALL SHIBUYA PLEASURE PLEASURE）
- 中村蒼・聖也・稲葉友ファンイベント～僕のすべて出しちゃいます～ vol.2（2013年12月21日、銀座ヤマハホール）
- 雲水GW場所（2013年5月5日）
- 2nd写真集「はたち」発売記念イベント（2013年10月6日、福屋書店新宿サブナード店）
- マックハウス新店舗オープン記念イベント（2014年5月24日・25日、ネイビーストア横浜店）
- 21st.聖誕祭（2014年10月11日）
- 聖也とメリークリスマス～重大発表もあるよ～（2015年12月12日）
- It's SEIYA's STYLE～12日遅れのバレンタイン～（2017年1月23日）
- SEIYA's STYLE BAR vol.1（2017年6月28日、渋谷ROOTS）
- SEIYA's STYLE BAR vol.2（2017年7月28日、恵比寿BATICA）
- 超体感ステージキャプテン翼「キャストと行く横浜FC観戦ツアー」（2017年8月5日）
- SEIYA's STYLE BAR vol.3（2017年8月26日、中目黒solfa）
- SEIYA's STYLE BAR vol.4（2017年9月18日、恵比寿BATICA）
- 聖誕祭2017（2017年10月22日、渋谷PLUG IN STUDIO）
- SEIYA's STYLE BAR vol.5（2017年11月15日、恵比寿BATICA）
- 聖誕祭2018（2018年10月20日、HYPERMIX 門前仲町）
- 子ども向けアクロバット教室「平成最後のアクロバットタイム」（2018年4月30日、MISSION PARKOUR PARK）
- ラッキーでいこう（2019年7月14日、KFC Hall）
- SEIYA Acrobat School（2019年8月20日、MISSION PARKOUR PARK）
- 聖誕祭2020（2020年10月31日、SHAKOBA）
- 「元木聖也カレンダー2020.04‐2021.03」発売記念イベント（2020年11月28日、SHIBUYA TSUTAYA）
- 元木聖也イベント2021（2021年07月22日、CBGK　シブゲキ）
- 元木聖也オンラインイベント（2021年10月31日）

### 広告・イメージモデル
- マックハウス（2014年2月 - ）

### 写真集
- SEIYA（2011年6月30日、スタジオワープ）
- はたち。（2013年10月5日、ワニブックス） ISBN 978-4-8470-4580-6
- VARIOUS（2019年4月22日、東京ニュース通信社）

### DVD
- SEIYA☆J.High（2012年1月31日、スタジオワープ）
- 20 Journey（2013年10月23日、リバプール）

### CD
- 大切な言葉（2012年10月6日、スタジオワープ）

### CM
- バンダイ「VSビークルシリーズ 連結変身 DX Ｘチェンジャー」（2018年）

### オリジナルビデオ
- ルパンレンジャーVSパトレンジャーVSキュウレンジャー（2019年8月21日発売、東映ビデオ） - 高尾ノエル / ルパンエックス / パトレンエックス 役

### ゲーム
- スーパー戦隊データカードダス 快盗戦隊ルパンレンジャーVS警察戦隊パトレンジャー（2018年7月、アーケード） - 高尾ノエル / ルパンエックス / パトレンエックス 役

### 玩具
- 快盗戦隊ルパンレンジャーVS警察戦隊パトレンジャー -VS MEMORIAL SET-（2020年5月） - 高尾ノエル / ルパンエックス / パトレンエックス 役

### 参加楽曲
- 快盗戦隊ルパンレンジャーVS警察戦隊パトレンジャー VSキャラクターソングアルバム（2018年12月26日、COCX-40604）
  - ルパンエックス / パトレンエックス / 高尾ノエル（元木聖也）「ウィ！」